# Iosif Polterovich
Iosif Polterovich (* 24. Juli 1974) ist ein israelisch-kanadischer Mathematiker, der sich mit geometrischer und globaler Analysis befasst.

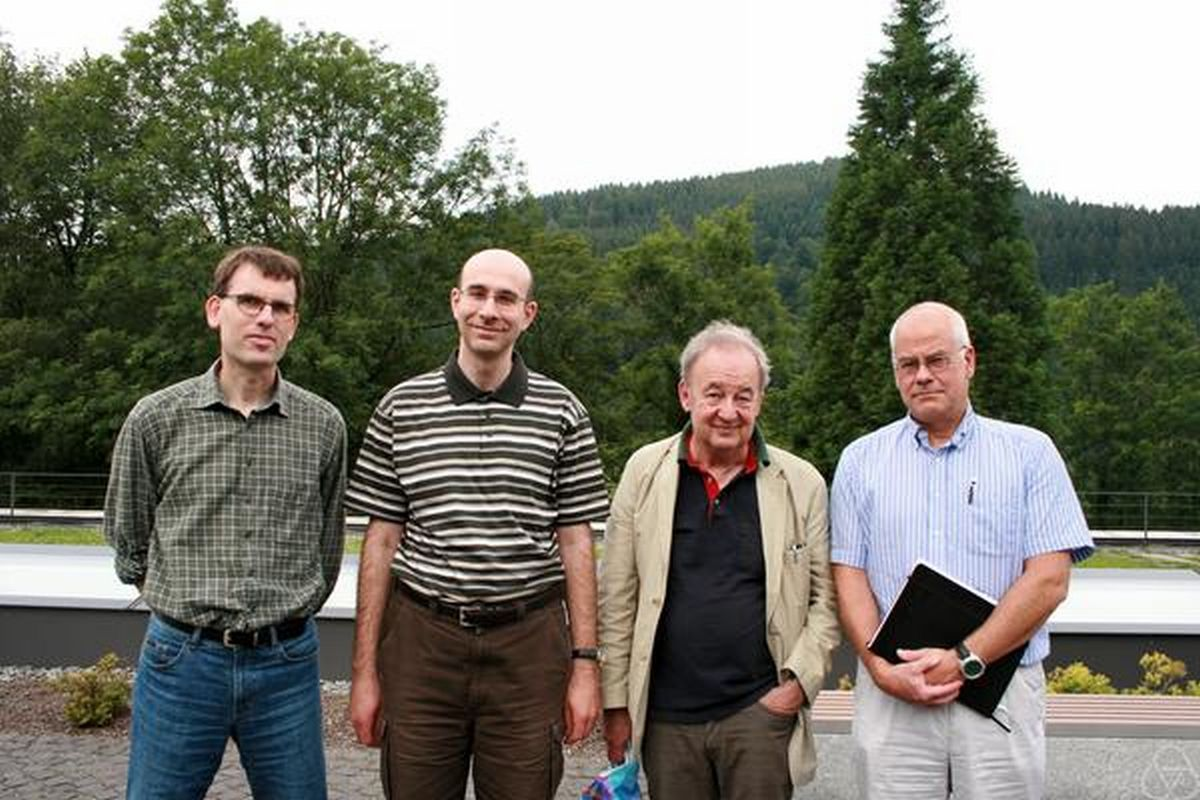
Polterovich (2. von links) in Oberwolfach 2012, mit von links Daniel Grieser, Thomas Hoffmann-Ostenhof, Michiel van den Berg

Polterovich studierte an der Lomonossow-Universität mit dem Abschluss 1995 und er wurde 2000 am Weizmann-Institut bei Yakar Kannai promoviert (Computation of Heat Invariants and the Agmon-Kannai Method). Als Post-Doktorand war er am Centre de Recherches Mathematiques (CRM) der Universität Montreal, am MSRI und am Max-Planck-Institut für Mathematik. Ab 2002 war er Professor an der Universität Montreal. Seit 2002 hat er dort den Canada Research Chair in Geometry and Spectral Theory.
Er befasst sich mit geometrischer Spektraltheorie (das heißt dem Spektrum zum Beispiel des Laplace-Beltrami-Operators auf Mannigfaltigkeiten). 2000 stellte er in seiner Dissertation explizite Formeln für die Wärmeleitungsgleichungs-Invarianten auf Mannigfaltigkeiten vor, die es erlauben, diese in geschlossener Form anzugeben. Diese Invarianten sind die Koeffizienten der Entwicklung für kleine Zeiten des Kerns der Wärmeleitungsgleichung auf Mannigfaltigkeiten (die im stationären Fall in den Laplace-Beltrami-Operator übergeht).
Weitere Beiträge Polterovichs betrafen isospektrale Gebiete, die Asymptotik der Eigenwerte des Laplaceoperators und isoperimetrische Ungleichungen für Eigenwerte.
2011 erhielt er den Coxeter-James-Preis und 2006 den André Aisenstadt Prize.
2008 erhielt er mit Dmitry Jakobson und Nikolai Nadirashvili den G. de B. Robinson Award für ihre Arbeit Extremal metric for the first eigenvalue on a Klein bottle (Canad. J. Math. 58, 2006, 381–400). Das Problem Riemannsche Metriken für geschlossene Flächen zu finden, die den niedrigsten (geeignet mit dem Flächeninhalt normierten) Eigenwert des Laplace-Beltrami-Operators extremal machen, wurde zuvor schon für die 2-Sphäre (Joseph Hersch 1970), die reelle projektive Ebene (P. Li, Shing-Tung Yau 1982) und den 2-Torus gelöst (A. El Soufi, S. Ilias 2000). Polterovich und Kollegen lösten den schwierigen Fall der Kleinschen Flasche.

## Schriften
- mit D. Jakobson, N. Nadirashvili: Extremal metric for the first eigenvalue on a Klein bottle. Canad. J. Math. 58 (2006), no. 2, 381–400.